# 烏代齊
50°27′45″N 32°29′12″E / 50.46250°N 32.48667°E
烏代齊（烏克蘭語：Удайці），是烏克蘭的村落，位於該國北部切爾尼戈夫州，由普里盧基區負責管轄，始建於1629年，面積3.37平方公里，海拔高度104米，2001年人口709，人口密度每平方公里210.4人。